# 周良模
周良模（1932年—），男，浙江宁波人，中国分析化学家，曾任中国科学院大连化学物理研究所研究员。